# Chloroclystis pallidiplaga
Chloroclystis pallidiplaga är en fjärilsart som beskrevs av W. Warren 1898. Chloroclystis pallidiplaga ingår i släktet Chloroclystis och familjen mätare. Inga underarter finns listade i Catalogue of Life.

## Bildgalleri

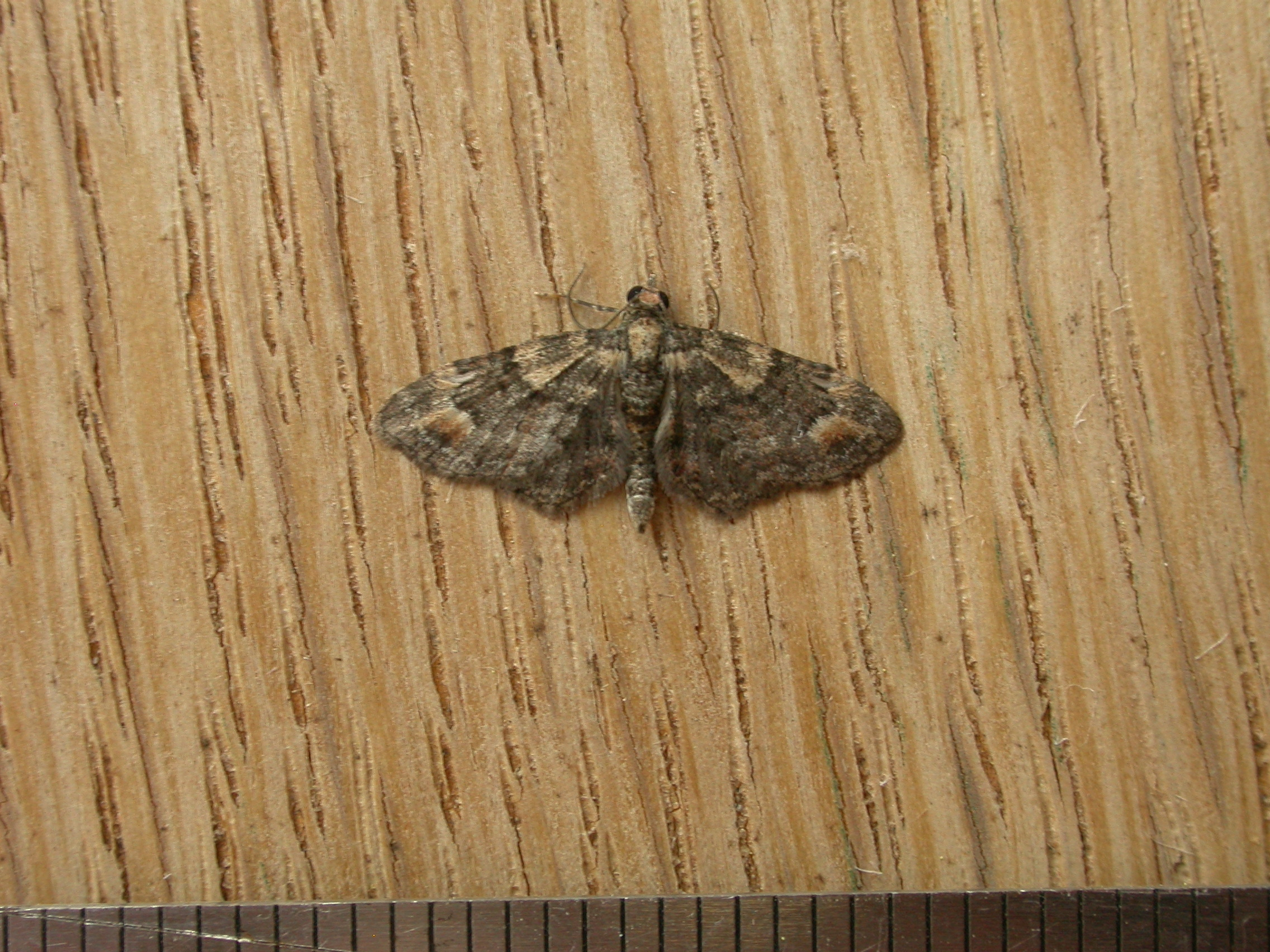
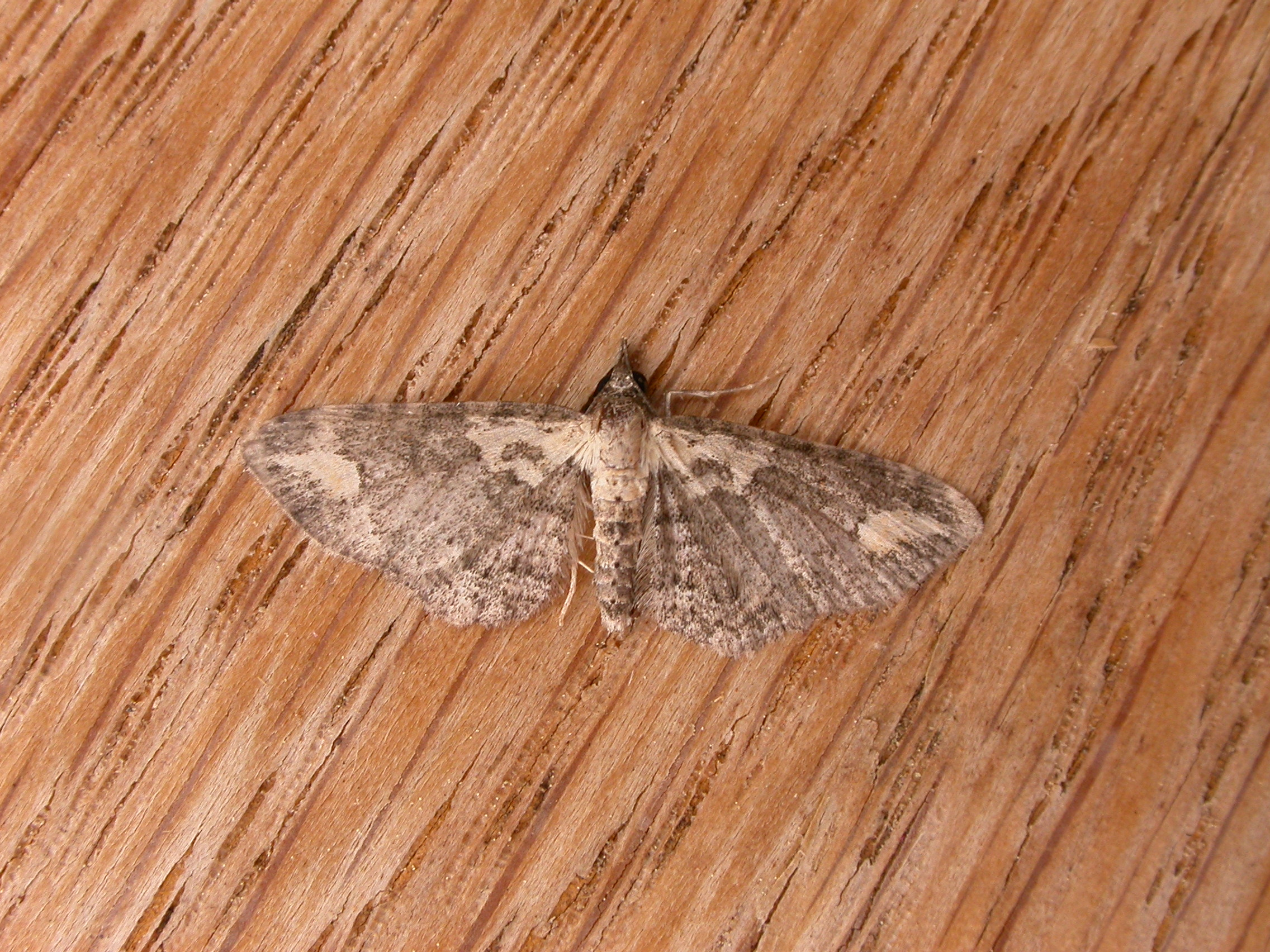
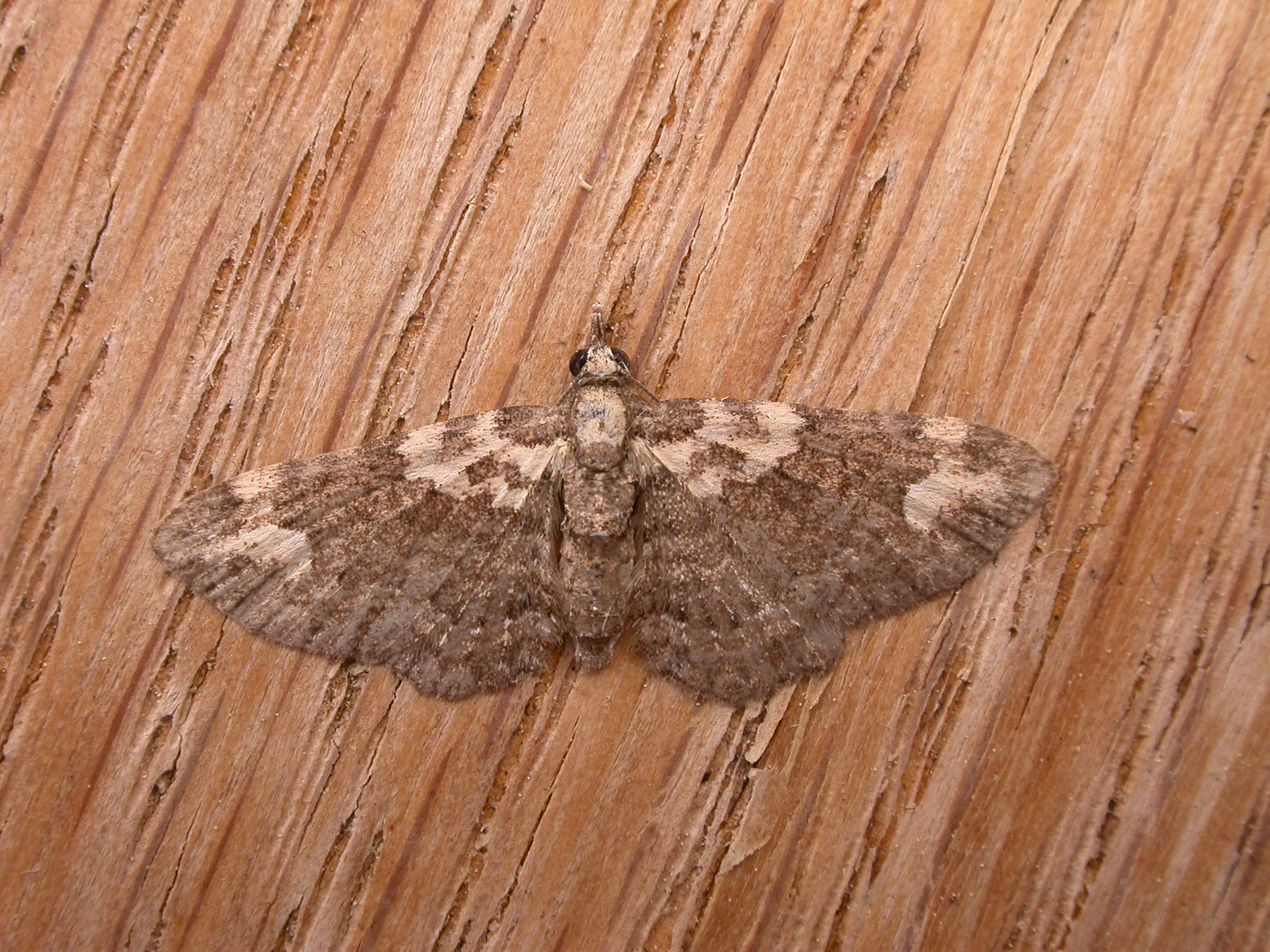
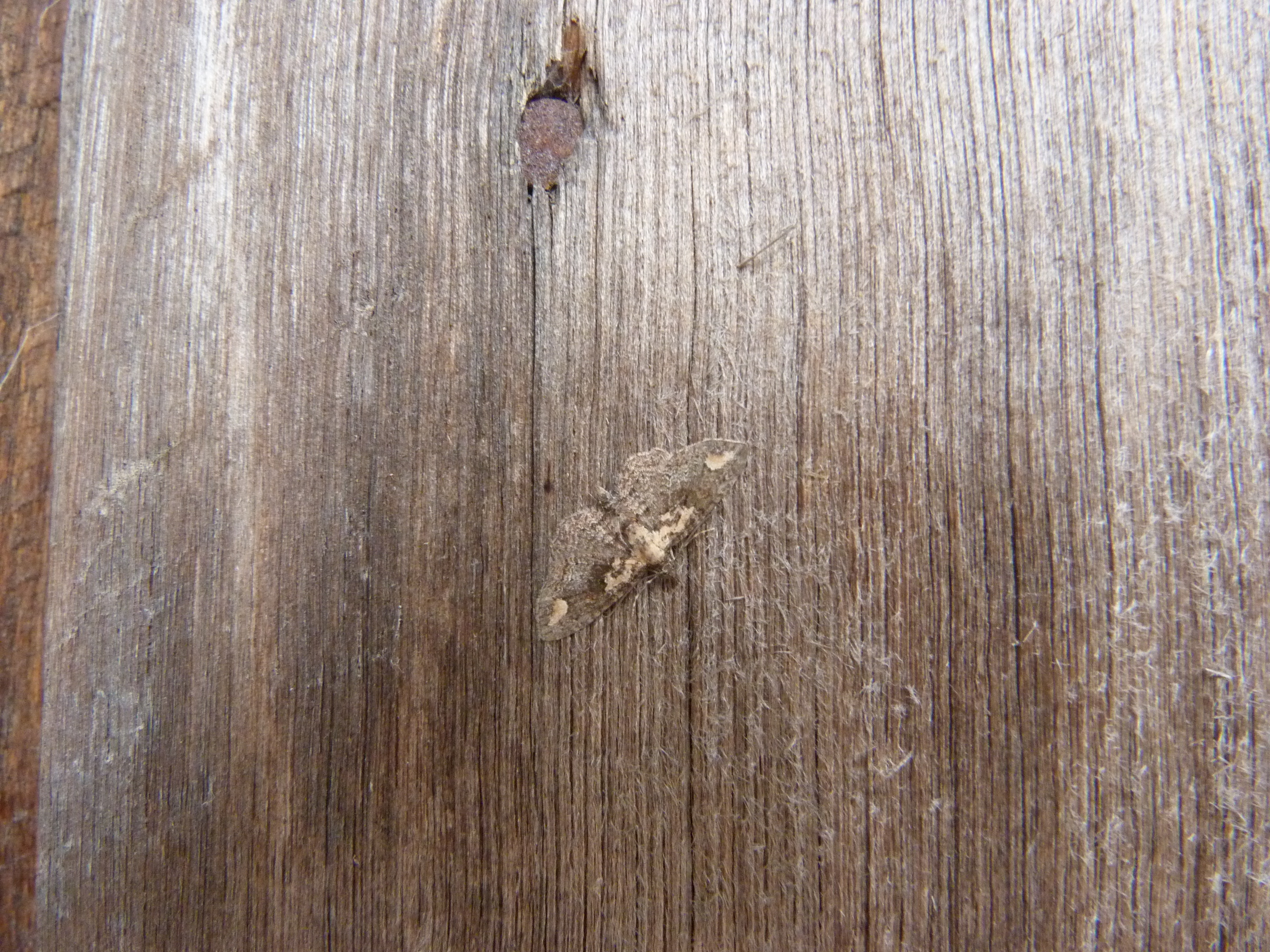